# 1958 en science-fiction
| Années de la science-fiction : 1955 - 1956 - 1957 - 1958 - 1959 - 1960 - 1961    |
| Décennies de la science-fiction : 1920 - 1930 - 1940 - 1950 - 1960 - 1970 - 1980 |

L'année 1958 a été marquée, en matière de science-fiction, par les événements suivants.

## Naissances et décès

### Naissances
- 19 janvier : Allen Steele, écrivain américain.

### Décès
- 4 février : Henry Kuttner, écrivain américain, né en 1915, mort à 42 ans.
- 21 mars : Cyril M. Kornbluth, écrivain américain, né en 1923, mort à 34 ans.

## Événements
- Fin de parution du magazine américain Infinity Science Fiction, qui avait été lancé en 1955.
- Début de la parution de la collection de livres de science-fiction Les Cahiers de la science-fiction.

## Prix

### Prix Hugo
- Roman ou nouvelle longue : La Guerre des modifications (The Big Time) par Fritz Leiber
- Nouvelle courte : Et si les huîtres… (Or All the Seas With Oysters) par Avram Davidson
- Film exceptionnel : L'Homme qui rétrécit, réalisé par Jack Arnold
- Magazine : The Magazine of Fantasy & Science Fiction
- Artiste exceptionnel : Frank Kelly Freas

## Parutions littéraires

### Romans
- Croisière sans escale par Brian Aldiss.
- Les Enfants de Mathusalem par Robert A. Heinlein.
- Le Gambit des étoiles par Gérard Klein.
- Les Géants de la taïga par Henri Vernes.
- La Guerre des modifications par Fritz Leiber.
- Le Jeune Homme et l'Espace par Robert A. Heinlein.
- Qui ? par Algis Budrys.
- Un cas de conscience par James Blish.

### Recueils de nouvelles et anthologies
- Lune de miel en enfer par Fredric Brown.

### Nouvelles
- L'Affreux Petit Garçon par Isaac Asimov
- Alaree par Robert Silverberg
- Le Chemin de la nuit par Robert Silverberg
- Cher Jupiter par Isaac Asimov
- Formule en blanc par Arthur Sellings.
- Lenny par Isaac Asimov
- L'Homme qui tua Mahomet par Alfred Bester
- Mon nom s'écrit avec un S par Isaac Asimov
- Le Prix du danger par Robert Sheckley
- Le Suicide par Claude-François Cheinisse

## Sorties audiovisuelles

### Films
- À pied, à cheval et en spoutnik par Jean Dréville.
- L'Attaque de la femme de 50 pieds par Nathan Juran.
- Aventures fantastiques par Karel Zeman.
- Danger planétaire par Irvin S. Yeaworth Jr.
- Le danger vient de l'espace par Paolo Heusch.
- De la Terre à la Lune par Byron Haskin.
- Earth vs. the Spider par Bert I. Gordon.
- Fusée pour la Lune par Richard E. Cunha.
- L'Homme H par Ishirō Honda.
- Les Mangeurs de cerveaux par Bruno VeSota.
- Monstres invisibles par Arthur Crabtree.
- La Mouche noire par Kurt Neumann.
- La Revanche de Frankenstein par Terence Fisher.
- The Trollenberg Terror par Quentin Lawrence.
- Varan, le monstre géant par Ishirō Honda.